# 第61回全日本大学サッカー選手権大会
第61回全日本大学サッカー選手権大会は、2012年12月19日から2013年1月6日にかけて開催された61回目の全日本大学サッカー選手権大会である。早稲田大学が5年ぶり12回目の優勝を果たした。

## 出場校
| 地区   | 枠 | 出場チーム       | 出場 |
| ------ | -- | ---------------- | ---- |
| 北海道 | 1  | 札幌大学         |      |
| 東北   | 1  | 仙台大学         |      |
| 関東   | 4  | 専修大学         |      |
| 関東   | 4  | 明治大学         |      |
| 関東   | 4  | 早稲田大学       |      |
| 関東   | 4  | 中央大学         |      |
| 東海   | 2  | 浜松大学         |      |
| 東海   | 2  | 中京大学         |      |
| 北信越 | 1  | 新潟医療福祉大学 |      |
| 関西   | 3  | 阪南大学         |      |
| 関西   | 3  | 関西大学         |      |
| 関西   | 3  | 桃山学院大学     |      |
| 中国   | 1  | 徳山大学         |      |
| 四国   | 1  | 高知大学         |      |
| 九州   | 2  | 福岡大学         |      |
| 九州   | 2  | 鹿屋体育大学     |      |

## 結果
対戦カードは以下の通り。

### 1回戦
| 2012年12月19日 11:30 |

| 鹿屋体育大学                 | 2 - 1    | 高知大学      |
| 坂田良太 3分 · 小谷健悟 47分 | 公式記録 | 西岡大志 52分 |

| Shonan BMW スタジアム平塚 観客数: 約 426 人 主審: 荒木友輔 |

| 2012年12月19日 13:50 |

| 専修大学                                       | 3 - 1 （延長戦） | 関西大学      |
| 長澤和輝 29分 · 前澤甲気 98分 · 仲川輝人 100分 | 公式記録         | 岡崎建哉 68分 |

| Shonan BMW スタジアム平塚 観客数: 約 730 人 主審: 細尾基 |

| 2012年12月19日 11時30分 |

| 早稲田大学                                    | 3 - 0    | 徳山大学 |
| 白井豪 24分 · 富山貴光 67分 · 三原祐輔 90+3分 | 公式記録 |          |

| 厚木市荻野運動公園競技場 観客数: 約 248 人 主審: 赤阪修 |

| 2012年12月19日 13時50分 |

| 札幌大学                                      | 3 - 2 （延長戦） | 浜松大学              |
| 酒井遼太郎 49分, 84分 · 西村啓 100+1分 (pen.) | 公式記録         | 村松知輝 28分, 90+4分 |

| 厚木市荻野運動公園競技場 観客数: 約 213 人 主審: 清水崇之 |

| 2012年12月19日 11時30分 |

| 桃山学院大学 | 0 - 1    | 福岡大学          |
|              | 公式記録 | オウンゴール 85分 |

| 川口市青木町公園総合運動場 観客数: 約 315 人 主審: 柿沼亨 |

| 2012年12月19日 13時50分 |

| 明治大学                                           | 3 - 3 (PK戦4 - 1) | 中京大学                                     |
| オウンゴール 45+1分 · 岩渕良太 86分 · 上松瑛 107分 | 公式記録          | 南部健造 4分, 59分 (pen.) · 中村亮太 110+1分 |

| 川口市青木町公園総合運動場 観客数: 約 414 人 主審: 藤田和也 |

| 2012年12月19日 11時30分 |

| 中央大学                                    | 3 - 2    | 新潟医療福祉大学              |
| 古賀鯨太朗 75分 · 澤田崇 77分 · 安柄俊 81分 | 公式記録 | 鈴木裕明 31分 · 中田大貴 34分 |

| 江戸川区陸上競技場 観客数: 約 337 人 主審: 篠藤巧 |

| 2012年12月19日 13時50分 |

| 仙台大学 | 0 - 2    | 阪南大学                     |
|          | 公式記録 | 小池恭一 7分 · 工藤光輝 33分 |

| 江戸川区陸上競技場 観客数: 約 262 人 主審: 佐藤誠和 |

### 2回戦
| 2012年12月22日 11時30分 |

| 早稲田大学       | 2 - 1    | 札幌大学      |
| 白井豪 7分, 26分 | 公式記録 | 黒田亮介 21分 |

| Shonan BMW スタジアム平塚 観客数: 251 人 主審: 榎本一慶 |

| 2011年12月22日 13時50分 |

| 専修大学        | 1 - 1 (PK戦5 - 6) | 鹿屋体育大学  |
| 萩間大樹 90+1分 | 公式記録          | 大山直哉 30分 |

| Shonan BMW スタジアム平塚 観客数: 357 人 主審: 森川浩次 |

| 2012年12月22日 11時30分 |

| 中央大学    | 1 - 7    | 阪南大学                                                                             |
| 安田隆 21分 | 公式記録 | 工藤光輝 5分, 7分, 45分, 64分 · 河田篤秀 10分 · 可児壮隆 71分 (pen.) · 二見宏志 76分 |

| 川口市青木町公園総合運動場 観客数: 446 人 主審: 塚田健太 |

| 2012年12月22日 13時50分 |

| 明治大学                      | 2 - 4    | 福岡大学                                         |
| 上松瑛 79分 · 阪野豊史 90+1分 | 公式記録 | 田中智大 6分, 16分 · 大武峻 27分 · 岸田和人 42分 |

| 川口市青木町公園総合運動場 観客数: 446 人 主審: 塚田智宏 |

### 準決勝
| 2012年12月24日 11時32分 |

| 福岡大学                                   | 3 - 1    | 阪南大学      |
| 岸田和人 59分 (pen.), 62分 · 田中智大 65分 | 公式記録 | 神門拓弥 27分 |

| 味の素フィールド西が丘 観客数: 約 1080 人 主審: 岡部拓人 |

| 2012年12月24日 13時59分 |

| 鹿屋体育大学 | 0 - 5    | 早稲田大学                                                                |
|              | 公式記録 | 白井豪 32分 · 島田譲 50分 · 榎本大希 53分 · 近藤洋史 73分 · 富山貴光 75分 |

| 味の素フィールド西が丘 観客数: 921 人 主審: 中村太 |

### 決勝
| 2012年1月6日 14時00分 |

| 早稲田大学                                     | 3 - 1    | 福岡大学      |
| 白井豪 2分 · オウンゴール 40分 · 富山貴光 76分 | 公式記録 | 岸田和人 44分 |

| 国立霞ヶ丘競技場陸上競技場 観客数: 1,4745 人 主審: 井上知大 |